# Joker Xue
 (décembre 2023).
Pour les articles homonymes, voir Xue.
Joker Xue, né Xue Zhiqian (chinois simplifié : 薛之谦 ; chinois traditionnel : 薛之謙 ; pinyin : Xuē Zhīqiān) à Shanghai le 17 juillet 1983, est un auteur-compositeur-interprète et réalisateur artistique chinois.

## Biographie
Joker Xue a sorti son premier album en 2006, celui-ci a reçu un bon nombre de critiques positives. Son single, Snow (认真的雪), a créé une base de fans importante, le faisant devenir ainsi l'une des personnes les plus populaires à l'époque. Il a également publié un livre intitulé Qian juin Yi Fa et Qian Qian juin Zi en 2006. En 2008, il publie l'album photo intitulé Le vent du Pacifique - L'album photo de Xue Zhiqian, 太平洋的风 - 薛之谦旅行照相本
Après avoir subi des problèmes de créativité, un accident de voiture en Thaïlande en 2013, ainsi qu'un divorce, il a fait une pause de 2 ans jusqu'en 2015, été où il revient avec Gentleman qui a rencontré le succès.

## Discographie

### Albums
| Titre      | Parolier  | Compositeur |
| ---------- | --------- | ----------- |
| 1 天外来物 | Joker Xue | 罗小黑      |
| 10 纸船    | Joker Xue | Joker Xue   |

| Titre        | Parolier         | Compositeur      |
| ------------ | ---------------- | ---------------- |
| 1 木偶人     | Joker Xue        | Joker Xue        |
| 2 慢半拍     | Joker Xue        | 许嵩             |
| 3 这么久没见 | Joker Xue        | Joker Xue        |
| 4 笑场       | 裴志森/Joker Xue | 张洢豪           |
| 5 病态       | Joker Xue        | 宋涛             |
| 6 尘         | Joker Xue        | Joker Xue        |
| 7 陪你去流浪 | Joker Xue        | Joker Xue        |
| 8 配合       | Joker Xue/甘世佳 | 周以力/Joker Xue |
| 9 环         | 孟楠             | 孟楠             |
| 10 聊表心意  | Joker Xue        | Joker Xue        |

| Titre                    | Parolier         | Compositeur      |
| ------------------------ | ---------------- | ---------------- |
| 1 摩天大楼               | Joker Xue        | 唐汉霄           |
| 2 怪咖                   | Joker Xue        | Joker Xue        |
| 3 肆无忌惮               | Joker Xue        | 张洢豪           |
| 4 狐狸                   | Joker Xue        | 周以力           |
| 5 天份                   | Joker Xue        | Joker Xue        |
| 6 最好                   | 小寒/廖慧明/郭顶 | 林淇玉/郭頂      |
| 7 醒来（Live）           | Joker Xue/岳云鹏 | Joker Xue        |
| 8 哑巴                   | Joker Xue/汪苏泷 | Joker Xue/汪苏泷 |
| 9 那是你离开了北京的生活 | Joker Xue        | 方毅             |
| 10 违背的青春            | Joker Xue        | Joker Xue        |

| Titre        | Parolier  | Compositeur                     |
| ------------ | --------- | ------------------------------- |
| 1 动物世界   | Joker Xue | 郭顶                            |
| 2 暧昧       | Joker Xue | Joker Xue                       |
| 3 像风一样   | Joker Xue | Joker Xue                       |
| 4 高尚       | Joker Xue | 周以力                          |
| 5 骆驼       | 甘世佳    | 郭顶                            |
| 6 别         | Joker Xue | Joker Xue                       |
| 7 火星人来过 | Joker Xue | 韩星洲                          |
| 8 背过手     | Joker Xue | Joker Xue                       |
| 9 渡         | Joker Xue | Torbjørn Brundtland/Svein Berge |
| 10 我害怕    | Joker Xue | Joker Xue                       |

| Titre              | Parolier  | Compositeur    |
| ------------------ | --------- | -------------- |
| 1 初学者           | Joker Xue | Joker Xue      |
| 2 刚刚好           | Joker Xue | Joker Xue      |
| 3 我好像在哪见过你 | Joker Xue | Joker Xue      |
| 4 演员             | Joker Xue | Joker Xue      |
| 5 绅士             | Joker Xue | Joker Xue      |
| 6 一半             | Joker Xue | 李荣浩         |
| 7 小孩             | 郭顶      | 郭顶           |
| 8 Stay Here        | Joker Xue | Peter Krafft   |
| 9 花儿和少年       | 文雅      | Joker Xue/高阳 |
| 10 下雨了          | Joker Xue | Joker Xue      |

| Titre                  | Parolier         | Compositeur      |
| ---------------------- | ---------------- | ---------------- |
| 1 我知道你都知道       | 甘世佳           | Joker Xue        |
| 2 几个你               | Joker Xue        | Joker Xue        |
| 3 伏笔                 | 郭顶             | 郭顶             |
| 4 为什么               | Joker Xue        | Joker Xue/罗开元 |
| 5 我终于成了别人的女人 | Joker Xue        | 高阳             |
| 6 敷衍                 | Joker Xue        | Joker Xue/高阳   |
| 7 我们爱过就好         | Joker Xue        | Joker Xue/高阳   |
| 8 楚河汉界             | Joker Xue/李文壅 | Joker Xue        |
| 9 为了遇见你           | 廖莹如           | 陈耀川           |

| Titre                 | Parolier  | Compositeur |
| --------------------- | --------- | ----------- |
| 1 丑八怪              | 甘世佳    | 李荣浩      |
| 2 意外                | 杨子朴    | 杨子朴      |
| 3 你还要我怎样        | Joker Xue | Joker Xue   |
| 4 有没有              | 郭顶      | 郭顶        |
| 5 潮流季              | 林晓珂    | 郭顶        |
| 6 等我回家            | Joker Xue | Joker Xue   |
| 7 我想起你了          | Joker Xue | 高阳        |
| 8 其实                | Joker Xue | Joker Xue   |
| 9 方圆几里            | Joker Xue | Joker Xue   |
| 10 方圆几里（吉他版） | Joker Xue | Joker Xue   |

| Titre              | Parolier  | Compositeur |
| ------------------ | --------- | ----------- |
| 1 未完成的歌       | 甘世佳    | Joker Xue   |
| 2 我的雅典娜       | Joker Xue | Joker Xue   |
| 3 传说             | Joker Xue | Joker Xue   |
| 4 马戏小丑         | 罗开元    | Joker Xue   |
| 5 你过得好吗       | Joker Xue | Joker Xue   |
| 6 红尘女子         | Joker Xue | Joker Xue   |
| 7 Memory           | Joker Xue | Joker Xue   |
| 8 倾城             | 甘世佳    | Joker Xue   |
| 9 我们的世界       | Joker Xue | Joker Xue   |
| 10 给我的爱人      | Joker Xue | Joker Xue   |
| 11 爱的期限        | 甘世佳    | Joker Xue   |
| 12 黄色枫叶        | Joker Xue | Joker Xue   |
| 13 认真的雪        | Joker Xue | Joker Xue   |
| 14 爱我的人 谢谢你 | 江孝华    | 高阳        |

| Titre                | Parolier  | Compositeur |
| -------------------- | --------- | ----------- |
| 1 传说               | Joker Xue | Joker Xue   |
| 2 深深爱过你（前世） | Joker Xue | Joker Xue   |
| 3 Let You Go         | 文雅      | E-Tribe     |
| 4 给我的爱人         | Joker Xue | Joker Xue   |
| 5 我们的世界         | Joker Xue | Joker Xue   |
| 6 流星的眼泪         | Joker Xue | Joker Xue   |
| 7 星河之役           | 陈耀川    | Garden      |
| 8 深深爱过你（今生） | Joker Xue | Joker Xue   |
| 9 梦开始的原点       | 陈耀川    | Joker Xue   |

| Titre                 | Parolier  | Compositeur |
| --------------------- | --------- | ----------- |
| 1 苏黎世的从前        | Joker Xue | Joker Xue   |
| 2 你过得好吗          | Joker Xue | Joker Xue   |
| 3 爱情宣判            | Joker Xue | Joker Xue   |
| 4 朋友你们还好吗      | Tomo      | Joker Xue   |
| 5 爱的期限            | 甘世佳    | Joker Xue   |
| 6 马戏小丑            | 罗开元    | Joker Xue   |
| 7 倾城                | 甘世佳    | Joker Xue   |
| 8 丢手绢              | 梁思成    | 梁思成      |
| 9 续雪                | 甘世佳    | Joker Xue   |
| 10 你过得好吗（伴奏） |           |             |

| Titre               | Parolier    | Compositeur |
| ------------------- | ----------- | ----------- |
| 1 王子归来          | Joker Xue   | Joker Xue   |
| 2 认真的雪          | Joker Xue   | Joker Xue   |
| 3 红尘女子          | Joker Xue   | Joker Xue   |
| 4 爱不走            | 苟伟        | 苟伟        |
| 5 快乐帮            | 张鹏        | 郑伟        |
| 6 我的Show          | 易家扬/成金 | 刘伟        |
| 7 黄色枫叶          | Joker Xue   | Joker Xue   |
| 8 钗头凤            | 甘世佳      | Joker Xue   |
| 9 Memory            | Joker Xue   | Joker Xue   |
| 10 我的Show（伴奏） |             |             |

### Clip
| 《尘》（2019） 1. 木偶人 2. 慢半拍 3. 这么久没见 4. 笑场 5. 病态 6. 尘 7. 聊表心意 8. 陪你去流浪 | 《怪咖》（2018） 1. 摩天大楼 2. 怪咖 3. 肆无忌惮 4. 天份 5. 最好 6. 那是你离开了北京的生活 7. 违背的青春 | 《渡》（2017） 1. 动物世界 2. 暧昧 3. 像风一样 4. 高尚 5. 骆驼 6. 别 7. 渡 8. 我害怕 | 《初学者》（2016） 1. 初学者 2. 刚刚好 3. 我好像在哪见过你 4. 演员 5. 绅士 6. 一半 7. 小孩 8. Stay Here 9. 下雨了 | 《意外》（2013） 1. 丑八怪 2. 意外 3. 你还要我怎样 4. 有没有 5. 其实 6. 方圆几里 |

## Tournées
| 2018-2019 Skyscraper World Tour (23) | 2018-2019 Skyscraper World Tour (23) | 2018-2019 Skyscraper World Tour (23) | 2018-2019 Skyscraper World Tour (23) | 2018-2019 Skyscraper World Tour (23)       |
| #                                    | Année                                | Date                                 | Ville                                | Lieu                                       |
| ------------------------------------ | ------------------------------------ | ------------------------------------ | ------------------------------------ | ------------------------------------------ |
| 1                                    | 2018                                 | 14 July                              | Beijing                              | Stade des Ouvriers                         |
| 2                                    | 2018                                 | 28 juillet                           | Shenzhen                             | Shenzhen Bay Sports Centre                 |
| 3                                    | 2018                                 | 11 août                              | Chengdu                              | Shuangliu Sports Centre                    |
| 4                                    | 2018                                 | 26 août                              | Foshan                               | Centre sportif Lotus-du-Siècle             |
| 5                                    | 2018                                 | 8 septembre                          | Hangzhou                             | Stade du Dragon de Hangzhou                |
| 6                                    | 2018                                 | 21 septembre                         | Changsha                             | Helong Sports Center Stadium               |
| 7                                    | 2018                                 | 30 septembre                         | Macau                                | Cotai Arena                                |
| 8                                    | 2018                                 | 6 octobre                            | Shanghai                             | Stade de Hongkou                           |
| 9                                    | 2018                                 | 7 octobre                            | Shanghai                             | Stade de Hongkou                           |
| 10                                   | 2018                                 | 3 novembre                           | Vancouver                            | Centre des sports d'hiver UBC              |
| 11                                   | 2018                                 | 6 novembre                           | Toronto                              | Paramount Fine Foods Centre                |
| 12                                   | 2018                                 | 9 novembre                           | San José                             | San Jose Center for the Performing Arts    |
| 13                                   | 2018                                 | 11 novembre                          | Los Angeles                          | Théâtre Dolby                              |
| 14                                   | 2018                                 | 17 novembre                          | Singapour                            | Singapore Indoor Stadium                   |
| 15                                   | 2019                                 | 14 février                           | Penang                               | SPICE Arena                                |
| 16                                   | 2019                                 | 16 février                           | Kuala Lumpur                         | Axiata Arena                               |
| 17                                   | 2019                                 | 10 mai                               | Londres                              | Wembley Arena                              |
| 18                                   | 2019                                 | 1er avril                            | Melbourne                            | Melbourne Convention and Exhibition Centre |
| 19                                   | 2019                                 | 7 avril                              | Sydney                               | Qudos Bank Arena                           |
| 20                                   | 2019                                 | 4 avril                              | Auckland                             | The Trusts Arena                           |
| 21                                   | 2019                                 | 13 avril                             | Taipei                               | Taipei Arena                               |
| 22                                   | 2019                                 | 14 avril                             | Taipei                               | Taipei Arena                               |
| 23                                   | 2019                                 | 19 mai                               | Hong Kong                            | AsiaWorld-Arena                            |

| 2017 我好像在哪见过你 Tour (10) | 2017 我好像在哪见过你 Tour (10) | 2017 我好像在哪见过你 Tour (10) | 2017 我好像在哪见过你 Tour (10)                      |
| #                               | Date                            | Ville                           | Lieu                                                 |
| ------------------------------- | ------------------------------- | ------------------------------- | ---------------------------------------------------- |
| 1                               | 22 avril                        | Dalian                          | Dalian Sports Center Stadium                         |
| 2                               | 29 avril                        | Shenzhen                        | Shenzhen Bay Sports Centre                           |
| 3                               | 20 mai                          | Qingdao                         | Guoxin Gymnasium                                     |
| 4                               | 3 juin                          | Canton                          | Guangzhou International Sports Arena                 |
| 5                               | 10 juin                         | Shanghai                        | Mercedes-Benz Arena (Shanghai)                       |
| 6                               | 17 juin                         | Beijing                         | LeSports Center                                      |
| 7                               | 24 juin                         | Wuhan                           | Stade du centre sportif de Wuhan                     |
| 8                               | 9 juillet                       | Kunming                         | Kunming International Convention & Exhibition Center |
| 9                               | 15 juillet                      | Nankin                          | Stade du Centre sportif olympique de Nankin          |
| 10                              | 22 juillet                      | Chongqing                       | Chongqing International Expo Centre                  |

| 2008 谦年传说 (1) | 2008 谦年传说 (1) | 2008 谦年传说 (1) | 2008 谦年传说 (1)                       |
| #                 | Date              | Ville             | Lieu                                    |
| ----------------- | ----------------- | ----------------- | --------------------------------------- |
| 1                 | 20 décembre       | Shanghai          | Shanghai International Gymnastic Center |